# José María Aznar
José María Aznar López (n. 25 februarie, 1953 în Madrid, Spania) a fost prim-ministru al Spaniei (oficial, "președinte al guvernului spaniol") din 1996 până în 2004.
A studiat dreptul, și a devenit un inspector al Autorității Spaniole pentru Impozite. A intrat în partidul conservator Alianza Popular ("Alianța Populară"). A fost ales președinte al Comunității Autonome Castilia-Leon. Succesul său i-a adus încrederea caudillo-ului galician Manuel Fraga, care i-a sprijinit pe el și pe staful său. Aznar a condus refondarea AP ca și Partido Popular ("Partidul Popular"), înclinat acum spre o grupare politică de centru.
Pe 19 aprilie 1995, ETA a încercat să-l asasineze pe Aznar, dar el a supraviețuit atacului mulțumită mașinii sale blindate. O femeie, ce se afla în trecere, a fost însă ucisă.
După o campanie împotriva scandalurilor de corupție ale PSOEistului Felipe González, ce conducea din 1982, PP al lui Aznar a reușit un pluralism, devenind partidul de guvernământ cu voturile partidelor naționaliste CiU, PNV și Coalición Canaria.
El a mutat PP din grupul conservator din Parlamentul European spre Partidul Popular European creștin-democrat. 
Preotejatul său, Alejandro Agag, a reușit să schimbe Internaționala Demo-creștină în Internaționala de Centru-Dreapta.
Aznar a fost reales prin majoritate în 2000 și a declarat că el nu va opta pentru un al treilea mandat, deschizând dezbaterea despre succesorul său în PP.
El a încurajat și asistat activ politica internațională a președintelui american George W. Bush și atacul SUA asupra Irakului din 2003, deși mai mult de nouăzeci și unu la sută din populația Spaniei era împotriva războiului (inclusiv membri ai PP).
În ciuda acestora și a altor probleme politice (ca și dezastrul petrolifer  Prestige), în timpul alegerilor locale din 2003, partidul său a conservat mare parte din suportul popular.
El este un prieten cu italianul, Silvio Berlusconi și britanicul Tony Blair.
Este căsătorit cu Ana Botella, având doi fii și o fiică, Ana Aznar Botella, care s-a căsătorit cu Alejandro Agag în 2002.
Criticii săi îl văd ca un om fără carismă; datorită mustaței sale îl aseamănă cu Franco, Adolf Hitler și Charlie Chaplin.